# ドゥカティ・パゾ
パゾ（Paso）とは、ドゥカティがかつて製造販売していたオートバイの車種である。1986年から1992年まで販売された。なお車種名の「パゾ」は、「パソ」と表記されることもある。

## 概要
ビモータを去ったマッシモ・タンブリーニがカジバに移ってデザインした初の車種であり、カジバ傘下となり経営危機から脱し始めたばかりの当時のドゥカティにとって、新機軸となる車種の一つでもあった。1986年に750パゾとして販売が始まり、排気量の拡大や吸気方式の変更等の改良を加えられながら、907IEの1992年まで販売された。
車種名は、イタリア出身のレーシングライダーとして現地で人気が高く、タンブリーニが個人的にも交友があった人物レンツォ・パゾリーニの愛称「パゾ」が由来である。
デザイナーのタンブリーニ曰く、カフェレーサーの範疇に入るものとしてパゾを開発したらしいが、後に750Sportや900SSが登場した事もあって、実際にはスポーツツアラー的位置づけの車種となった。

## 車両解説
パゾは、従来のドゥカティが製造販売してきた他の車種とは趣を異にする点が多い。それだけドゥカティと当時の親会社であるカジバが力を注いで開発した車種だともいえる。
エンジンは、ドゥカティ伝統のデスモドロミック90度V型2気筒の通称「Lツイン」を搭載するのは各年式共通だが、排気量や冷却方式、そして吸気方式などがそれぞれ異なる。なお、エンジンの給排気方向など、パゾで最初に採用された後に、ドゥカティの他の車種へも採用された機構も多い。
フレームは「ラテラル・ダブルクレードル・フレーム」と称する、トップチューブがエンジン側面を通るという、珍しい形状のダブルクレードルフレームである。更にその材料としてクロモリ製角パイプを使うのも、ドゥカティとしては珍しい。また、リアサスペンションでは、ドゥカティの車種としてはいち早くリンク式モノショックを採用しており、これも従来のドゥカティと比べて先進的である。
外観もパゾを独特のものとしている。まず、フレームやエンジンがほぼまったく見えないほど徹底して車体を覆うフルカウルは、当時としても珍しい。これは単なるデザインに留まらず、空気抵抗の低減や、走行風から乗員を守るという一般的な目的の他に、走行風を積極的にエンジンや冷却器(オイルクーラーやラジエター)へ誘導してエンジンの冷却を促す意味も持っている。アッパーカウルの造形も独特で、一般的なカウル付き車種だとアッパーカウルの上部は前方が見やすいよう透明なスクリーンが別途取り付けられるが、パゾではアッパーカウルは上端までスクリーンのない一体成形で不透明なままとなっており、これも外観上の大きな特徴となっている。また、ウィンカー内蔵型のミラーもカウルと一体化するように取り付けられ、本来の機能以外にも、ハンドルグリップを走行風から守る役割も果たすようになっている。

## モデル一覧
パゾは、排気量や吸気方式等が年式によって異なり、それが車種名にも反映されている。

### 750パゾ

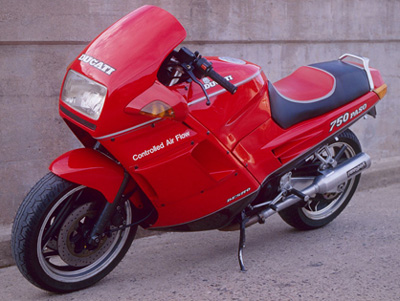
750パゾ

パゾとして登場した初の車種。1986年から1988年まで販売された。
搭載エンジンは、開発当初は1000MHRの排気量973ccベベルエンジンも試されたが、最終的には750F1系の排気量748ccパンタエンジンに改良を加えたものが採用された。フルカウルの車体に空冷エンジンを搭載したことによる冷却不足問題には、空冷式オイルクーラーを2個、それぞれを左右のカウル内の導風路に設けることで対策している。エンジンの給排気方向は750F1から変更され、前後の気筒ともVバンク側から吸気して、排気は前側気筒は前へ、後ろ側気筒は後ろへという、いわば「内側吸気+外側排気」の方式とされた。吸気機構は内側吸気によりVバンク間にまとめられ、ウェーバー製のダウンドラフト型キャブレターが採用された。また、後ろ側気筒の排気方向が750F1系から変わったことに伴い、十文字形2in1in2タイプの新たな集合方式のエキゾーストパイプが採用された。
車体においては、前述の通りドゥカティとしては非常に珍しい形式のフレームを採用しているのが最大の特徴である。その他には、当時最新技術であった極太リム幅の16インチホイールに、前輪は130/60-16、後輪は160/60-16という高偏平率のラジアルタイヤを履かせている。前後のブレーキは、前側が280mm径リジッド式ダブルディスクにブレンボ製対向2ピストン式キャリパーの組み合わせ、後ろ側は270mm径リジッド式シングルディスクにブレンボ製対向2ピストン式キャリパーの組み合わせとなっており、後ろ側ブレーキを積極的に使えるバランスとなっている。サスペンションは前にマルゾッキ製正立式フォークが、後ろはマルゾッキ製とオーリンズ製が混在して採用された。

### 906パゾ

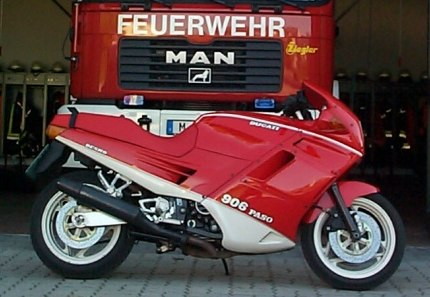
906パゾ

2代目となるパゾで、1989年から1990年まで販売された。
この代のパゾでの変更点は、主にエンジンにある。クランクケースは750F1系から851系へ変更され、排気量は今までの748ccから904ccへ大幅に拡大された。冷却方式も、851の技術を用いて空冷から水冷へと変更された。ただし動弁系は851系とは違って、従来と同様の2バルブのままである。また、ギアボックスも従来の5速から、851系の6速となった。これらの変更によって、車両重量(乾燥)が185kgから205kgへと15kg増加したが、最大出力も73.4psから88.3psへと大幅に向上したことで補われている。
エンジンが水冷化したことで冷却器がラジエターとなり、先代ではオイルクーラーが取り付けられていたのとほぼ同じ位置に、ラジエターが取り付けられている。また、先代のオイルクーラーでは小型のもの2個を左右に振り分けていたのが、ラジエターは大型のもの1個が中央に配置された為に、左右のサイドカウルの張り出しが若干小さくなっている。その他、ホイールやブレーキには大きな変更はなく、リアサスペンションがマルゾッキ製に統一された程度である。

### 907IE
3代目となるパゾで、1991年から1992年まで販売された。なお、3代目のみ正式な車種名からパゾの名が消えている。数字も907へ変更されているが実際の排気量は906パゾと同じ904ccである。
この代のパゾでの主な変更点は、ウェーバー・マレリ製の電子制御式燃料噴射の採用と、前後ホイールの17インチ化、そして前後ブレーキシステムの変更である。このうち前後ホイールの17インチ化においては、タイヤは前輪120/70-17に後輪170/60-17を採用し、ホイールベース等の車体寸法の変更や、サスペンションの設定変更などで17インチ化に対応している。前後ブレーキにおいては、前側が300mm径フローティング式ダブルディスクとブレンボ製対向4ピストン式キャリパーの組み合わせへと進化し、後ろ側は従来と同じ対向2ピストン式ながら小型化されたブレンボ製キャリパーに245mm径リジッド式シングルディスクの組み合わせへと小型化されている。また細かい部分では、クラッチレリーズピストンが車体右側クラッチカバーに内蔵された形式から車体左側からプッシュロッドを介して動作する形式へ変更されたり、ドライブチェーン調整機構がエキセントリックカム式から851と同様の一般的な方式に変更されたりしている。これらの変更によって車両重量が215kgと先代から更に10kg増加したが、最大出力は90psとそれほど向上していない。ただし中低速の出力特性が燃料噴射化によって向上しており、車両重量増加分を補っている。
外観上の変更点としては、アッパーカウルの造形の変更が目立つ。これはアッパーカウル上部にNACA型ダクトが設けられ、更にその上端に反り返りを持たせるというもので、乗員の上半身に当たる走行風をやわらげる工夫である。また、カウルや燃料タンクに貼られたロゴからもパゾの名がなくなっているのも変更点といえる。